# ギークフィード
株式会社ギークフィード（英: GeekFeed Co.,Ltd.）は、東京都台東区に本社を置く日本のIT企業である。

## 概要
ビジネス音声蓄積・解析プラットフォーム「YouWire」をはじめとした自社開発サービスの販売SaaS提供をする製品・サービス事業、音声・通信・コンタクトセンタージャンルのソフトウェア開発やAWS上でのクラウドネイティブを得意ジャンルとしたソフトウェア受託開発事業、AWSクラウドインフラのコンサルティング、要件定義、設計、構築、運用保守を提供するクラウドサービス事業、TensorFlowやPyTorchといった機械学習のフレームワークを使用し画像解析や音声認識などの開発を行うAI開発事業の4つの事業を展開している。

## 沿革
- 2011年5月 - システム開発の受託・コンサルティングサービス会社として東京都文京区に設立。
- 2012年2月 - IT製品・システム・ソフトウェアのローカライズサービス開始。
- 2013年
  - 5月 - 東京都経営革新計画の承認を受ける[2]。
  - 7月 - 携帯電話の全通話録音サービス「YouWire（ユーワイヤー）」をリリース[3]。KDDIのSaaSソリューション「Business App Navi」にて「YouWire (VM)」を 提供開始[4]。
  - 8月 -「YouWire」の新ラインナップとして NTTドコモの通話録音サービスに対応した検索・再生サービス提供開始。[5]
  - 9月 - 本社事務所を台東区に移転。
  - 10月 - 第三者割当により資本金900万円に増資
- 2014年6月 -「YouWireOffice」、「YouWireMeeting」発売
- 2015年
  - 4月 - 新御徒町に事務所移転
  - 10月 - 印刷・ウェブ・EC支援事業の開始
- 2016年12月 - VoIPソフトウェアのリーディングカンパニーであるCOUNTERPATH社（本社：カナダ）の日本初チャネルパートナー契約を締結
- 2017年
  - 2月 - VoIPゲートウェイ機器のリーディングカンパニーAudioCodes株式会社（本社：イスラエル）とシステムインテグレーターパートナー契約を締結。同社製品の取り扱いを開始
  - 9月 - 株式会社コラボスと資本・業務提携。第三者割当により資本金（資本準備金含む）21,06万4千円に増資
- 2018年
  - 3月 - オムニチャネルコミュニケーションソリューションのイノベーティブカンパニー「XENIALAB」（本社：イタリア） とソフトウェアパートナーディストリビューション契約を締結、日本初のパートナーとして同社の製品取扱い開始
  - 5月 - YouWire音声認識機能をリリース
  - 8月 - 一般労働者派遣事業を取得
  - 9月 - もくもく勉強会開始
  - 12月 - Amazon Connect推進企業認定。APNスタンダードテクノロジーパートナー認定。XCALLY販売開始
- 2019年3月 - クラスメソッドパートナー契約締結
- 2020年
  - 8月 - APNセレクトコンサルティングパートナー認定
  - 10月 - YouWireWebMeetingをリリース
  - 12月 - Amazon Connectのサービスデリバリープログラムを取得。Amazon Connect拡張・補完サービス「Sylphina」リリース
- 2021年
  - 1月 - YouWire統計可視化機能をリリース
  - 5月 -「2021 APN AWS Top Engineers」にギークフィード所属エンジニアが選出
  - 11月 - AWSのプログラマー向けグローバルコンペティション「AWS BugBust」にギークフィード所属エンジニアが1位と3位にランクイン。ビジネス音声蓄積/活用DXプラットフォーム「YouWire」が「第15回 ASPIC IoT・AI・クラウドアワード 2021」にて総合グランプリ賞を受賞。また「ASP・SaaS安全・信頼性に係る情報開示認定制度」において認定を取得
- 2022年
  - 3月 - APNアドバンストティアサービスパートナー認定
  - 4月 - ISMS認証（ISO27001）を取得
  - 5月 - 「AWS Summit Online Japan 2022」に「SaaSビジネスアプリケーション Powered by AWS」のテーマスポンサーとして協賛。2022 AWS Partner Ambassador / 2022 APN AWS Top Engineers にギークフィードエンジニアが複数名選出
  - 6月 - AWS 公共部門パートナープログラム認定を取得
  - 9月 - 内製化支援推進 AWS パートナーに認定
  - 12月 - クラウドネイティブ開発を得意とするAWSパートナー6社が 「Cloud Native Builders Group」 を設立
- 2023年4月 - AWS Ambassadors / 2023 Japan AWS Top Engineers / 2023 Japan AWS Jr. Championsにギークフィードエンジニアが複数名選出